# لوون جاواخیان
لوون جاواخیان (ارمنی: Լևոն Ջավախյան؛ زادهٔ ۱۹ ژوئن ۱۹۵۰) نثرنویس و رمان‌نویس اهل ارمنستان است.

## زندگی‌نامه
وی در ۱۹ ژوئن ۱۹۵۰ در آلاوردی به دنیا آمد و از دانشگاه دولتی علوم پرورشی خاچاطور آبوویان ارمنستان فارغ‌التحصیل گشت. وی برنده جوایزی همچون مدال موسس خورناتسی (۲۰۱۷) است. وی در وزارت آموزش و علوم ارمنستان فعالیت می‌کند.

## تالیفات
- Ամենաանկեղծ մարդը, ۱۹۹۰، ایروان
- Ղարաբաղից մինչև պեչենու բաղերը, ۱۹۹۹، ایروان
- Հիսունհինգ, ۲۰۰۵، ایروان
- Արծաթագիր, ۲۰۱۰، ایروان
- Վերնիսաժ, ۲۰۱۵، ایروان
- Ծնկան ծերին, ۲۰۱۸، ایروان